# Ніколас Брембр
Ніколас Брембр (англ. Nicholas Brembre; д/н — 25 березня 1388) — державний діяч середньовічної Англії, лорд-мер Лондона у 1377 і 1383—1385 роках, лицар-бакалавр.

## Життєпис
Про походження нічого невідомо. Увійшов до патриціату оженившись на Айдонії, старшій доньці Джона Стоді, виноторгівця, лорд-мера. Після його смерті разом з дружиною Брембр успадкував більшість майна Стоді.
Мешкав на Хлібній вулиці Лондона. Мав також маєток у Вінтрі, згодом придбав маєтки в 10 парафіях. Був членом гільдії бакалійників з вуктуалерів, що становили основи «старого патриціату». Торгував спеціями, вовною, вином, залізом у Фландрії, Італії, Кастилії, Португалії.
Вперше письмово згадується в 1372 році, коли обирається олдерменом і шерифом Лондонського Сіті. До 1376 року був прихильником Джона Гонта, герцога Ланкастера. 1377 року після сходження на трон Річарда II переходить на бік Вільяма Куртене, єпископа Лондона.
1377 року зміг стати лорд-мером, поваливши уряд Адама Стебла з «нового патриціату». Завдяки йому було відновлено владу вуктуалерів в управлінні та господарстві Лондона. 1378 року Томас Вудсток, граф Бекінгем і герцог Глостер в Королівській раді притягнув Брембра до суду із звинуваченням у поганому керуванні Сіті. Приводом став напад на слуг графа Бекінгема. Втім Брембр обмежився сплатою штрафу. 1379 року призначається збирачем мит Лондонського порту (перебував на посаді до 1386 року).
У 1381 році в умовах селянського повстання владу зуміли перебрати представники «нового патриціату» на чолі із Джоном Нортгемптоном, незважаючи на те, що Брембр разом Волвортом і Філпотом брали активну участь у його придушенні. За це Ніколаса Брембра було висвячено на лицаря-бакалавра.
Втім Брембр продовжив боротьбу спільно з Вільямом Волвортом, Джоном Філпотом, Ніколасом Екстоном. 1382 року разом з ними обирається олдерменом до нової міської ради. 1383 року за підтримки Королівської ради знову стає лордом-мером (натомість напередодні виборів олдермени зі «старого патриціату» надати кредит королю Річарду II в 4 тис. фунтів).
1384 року був розкрито змову Джона Нортгемптона в міській раді, наказавши стратити Джона Костянтина, прихильника останнього. Після цього фактично очистив міську раду від представників «нового патриціату». Також домігся прийняття ордонансу, яким регулювалися вибори мера — зі згоди 16 олдерменів складалася спеціальна асамблея з комонерів та найвпливовіших містян. завдяки цьому того ж року Брембр зміг знову обратися лорд-мером. Невдовзі відновив Суд олдерменів, чим зміцнив владу «старого патриціату». 1385 року знову залишився лорд-мером. 1386 року сприяв обранню лорд-мером свого союзника Ніколаса Екстона.
1387 року стає членом королівської ради, активно допомагав королю у боротьбі з лордами-апелянтами. В цій боротьбі під тиском останніх Ніколаса Брембра було арештовано та запроторено до Тауера. 1388 року він постав перед судом Парламенту. Йому було відмовлено у судовому герці як лицареві. Зрешті під тиском Томаса Глостера, герцога Глостера, Брембра було засуджено до страти. Його було повішено.

## Власність
Окрім власності в Лондоні, йому належало два манори в Кенті та Міддлсексі.